# Polsko-Katolicka Partia Ludowa
Polsko-Katolicka Partia Ludowa – jedna z pierwszych polskich partii ludowych, założona w grudniu 1912 w Grudziądzu przez środowisko skupione wokół Gazety Grudziądzkiej Wiktora Kulerskiego.